# Tony Patrioli
Tony Patrioli (Manerbio, 9 giugno 1941 – Brescia, 29 luglio 2017) è stato un fotografo di nudo maschile italiano.

## Biografia
Patrioli ha cominciato a fotografare come dilettante nel 1965, scegliendo immediatamente il nudo maschile come soggetto delle sue immagini.
All'inizio le foto erano scattate per puro diletto personale e i modelli erano i suoi amanti, ma quando gli fu proposto, alla metà degli anni Settanta, di produrre immagini per la pubblicazione, Patrioli ha seguito la scuola di fotografia pubblicitaria di Milano, diplomandovisi nel 1977.
"Sono nato inizialmente come fotografo erotico", ha dichiarato di sé Patrioli, "e non ho nulla da rinnegare". 
A differenza di altri fotografi italiani di nudo maschile, Tony Patrioli si è subito indirizzato ed esplicitamente al mondo gay, dichiarandosi omosessuale già negli anni settanta sul mensile "Homo".
Su questo stesso mensile pubblicò le sue prime foto softcore, producendo immagini erotiche (softcore prima e hardcore poi) dal 1976 al 1986 per questa e per altre riviste, italiane e straniere (specie nordeuropee).
, ha dichiarato in un'intervista Patrioli.

Ciononostante, accanto alle foto erotiche Patrioli coltivava il nudo d'arte, ispirandosi inizialmente in modo esplicito alla fotografia di Wilhelm von Gloeden: 
Patrioli ritrasse e documentò così l'ultima stagione di una cultura mediterranea (che è oggi scomparsa in Italia per l'avvento della "rivoluzione sessuale") di giovani spesso eterosessuali ma volentieri disponibili a giochi omoerotici non avendo accesso a rapporti eterosessuali.

Quelli delle sue foto sono giovani spesso del Sud Italia, visibilmente divertiti dal gioco narcisistico proposto dal fotografo e ansiosi di esibire una desiderabilità sessuale a cui per la mentalità dell'epoca non avevano alcun diritto.

## Pubblicazioni

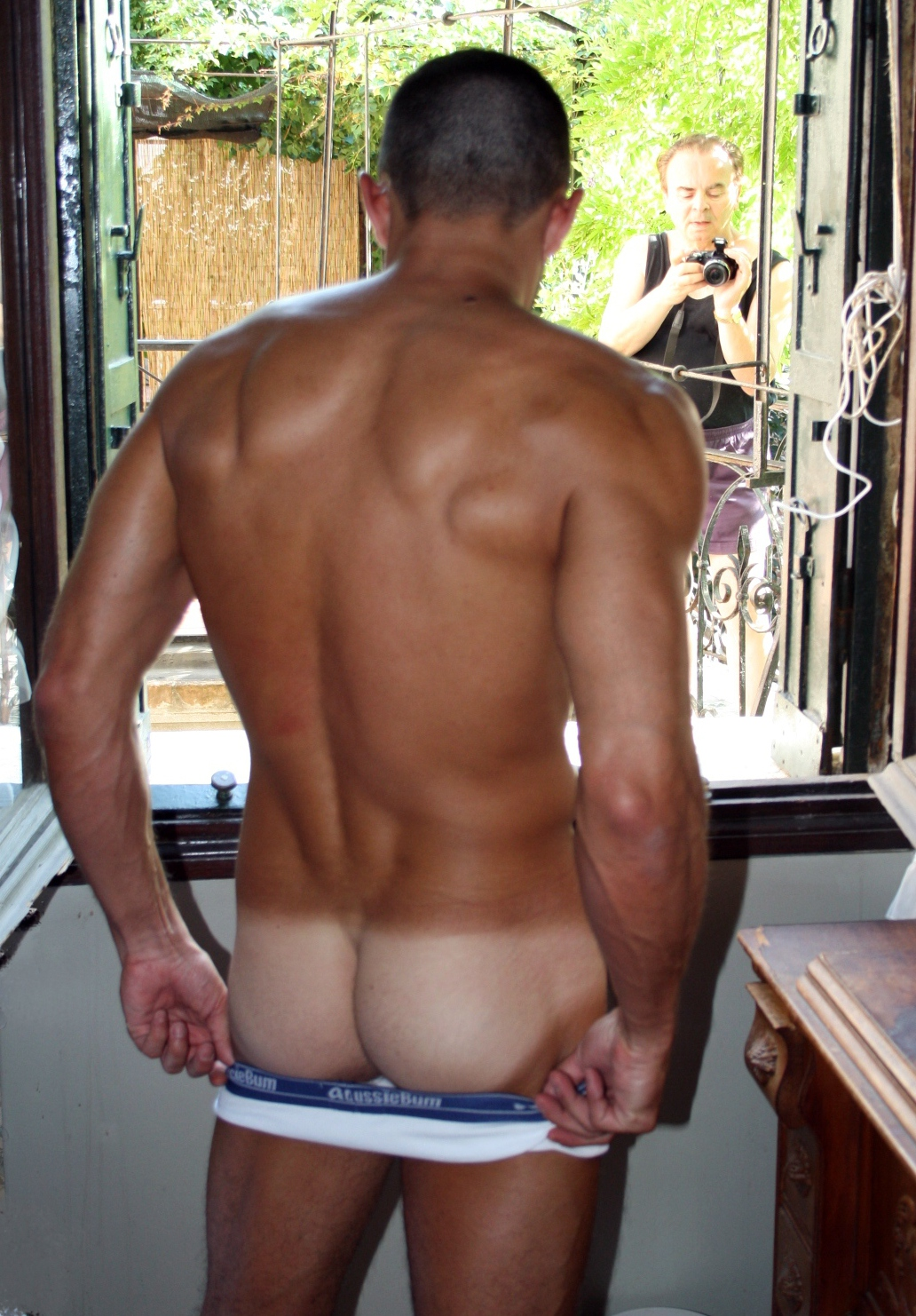
Patrioli durante un servizio fotografico

Col maturare del mercato gay si ebbe una svolta: nel 1984 Patrioli poté pubblicare infine il suo primo libro di nudo maschile, Mediterraneo, che ebbe due edizioni italiane e due negli Usa.
In questo libro Patrioli propose una tipologia molto precisa di ragazzo: sui diciott'anni o poco più, scuro di pelle, un po' selvaggio e un po' gattino, e soprattutto molto "mediterraneo".
Questa scelta piacque al mercato e fu quindi proposta in numerosi libri e numeri monografici di rivista fino al 1994.
Dopo quella data, però, la scomparsa del mondo da cui provenivano i modelli di Patrioli, la graduale sparizione del mercato interessato a foto "softcore", e soprattutto il trionfo nella foto di nudo gay dei modelli estetici statunitensi e l'imporsi dell'industria della foto erotica a scapito di una tradizione totalmente e cocciutamente "artigiana" come quella di Patrioli, hanno spinto il fotografo a ritirarsi dal mercato.

## Opere
- Nackte Italiener, s.e. s.d. [anni Settanta].
- Mediterraneo, Babilonia, Milano 1984 (due edizioni americane sono state pubblicate da Alyson press, Boston 1985 e 1988).
- Special Photo. Garçons de la Mediterranée /Ragazzi), textes de Gianni De Martino, Maquette de Misti, Gai Pied Hébdo/"Hors Série photo", Editions du Triangle Rose, Paris 1985.
- Special Photo/Ragazzi 2 /Garçons des deux Siciles, textes de Gianni De Martino, Ivan Teobaldelli, Francesco Gnerre et Andrea Pini, in Gai Pied n° 282 H5, Editions du Triangle Rose, Paris, 1988.
- Lo specchio di Narciso, Babilonia, Milano 1987.
- Ephebi, Babilonia, Milano 1989.
- Sunbeams, Alyson, Boston 1989.
- Cartoline, Babilonia, Milano 1991.
- Giro d'Italia, Babilonia, Milano 1991.
- I ragazzi di Tony Patrioli, "Babilonia speciale foto", 1991; in cinque edizioni: italiana, inglese, francese ("Hors Série photo"), olandese ("Magayzine"), tedesca ("Euros").
- Selezione in: Giovanni Dall'Orto (a cura di), Von Gloeden ieri ed oggi, Babilonia, Milano 1993, pp. 53–63.
- Made in Italy, Babilonia, Milano 1994, con un'introduzione scritta da GiovanBattista Brambilla.